# Hedwiga Rosenbaumová
Hedwiga Rosenbaumová, również Hedwig Rosenbaum (ur. 2 lipca 1864 w Pradze, zm. 31 lipca 1939 tamże) – czeska tenisistka.
Rosenbaumová zdobyła brązowy medal Letnich Igrzysk Olimpijskich 1900 w Paryżu  w grze pojedynczej ex aequo z Marion Jones Farquhar. Na tej samej imprezie olimpijskiej zdobyła brązowy medal w grze mieszanej razem z Archibaldem Wardenem.